# Loveland (Oklahoma)
Loveland – miejscowość w Stanach Zjednoczonych, w stanie Oklahoma, w hrabstwie Tillman.